# Сиг Правдина
Сиг Правдина (лат. Coregonus lavaretus pravdinellus) — подвид обыкновенного сига, пресноводная рыба из семейства лососёвых. Первоначально был описан в 1949 году Г. Д. Дулькейтом по двум экземплярам. Долгое время предполагалось, что это очень редкие и немногочисленные глубоководные рыбки, встречающиеся только в Телецком озере. Последующими экспедициями сотрудников Томского университета было установлено второе местонахождение этой рыбы — в реке Бии. Вид назван в честь известного советского учёног-ихтиолога, доктора биологических наук, профессора И. Ф. Правдина.
От других представителей семейства сигов отличается сравнительно меньшими размерами и местом обитания. Рыба является эндемиком Телецкого озера и истока реки Бия. Как телецкий сиг, так и сиг Правдина распадаются на две крупные группировки озерных и озерно-речных сигов.

## Описание
Основу рациона сига Правдина, в отличие от Телецкого сига, составляет зоопланктон. Сиг Правдина питается преимущественно крупным зоопланктоном, но при этом потребляет науплиусов, средние размеры которых значительно меньше межтычиночного расстояния. В соответствии с числом жаберных тычинок определяют тип питания сиговых рыб. Сиг Правдина, является многотычинковым сигом и относится к планктофагам. Абсолютная длина половозрелых особей 11—14 сантиметров, в среднем 12 сантиметров; общий вес их 7—21 граммов, в среднем 13 граммов.

## Нерестовый период
Нерестилища сига Правдина расположены в устье реки Бии, так и в предустьевых частях впадающих в Бию речек Иогач, Юрток и других. Сроки нереста точно не установлены, видимо, нерест происходит в конце сентября-начале октября. Развитие икры продолжается всю осень и зиму; личинки выклевываются ранней весной. Сижок половозрел на втором году жизни. Плодовитость небольшая, колеблется от 310 до 730 икринок, равняясь в среднем 470 икринкам.

## Кулинарная ценность
Промыслового значения сижок не имеет. Иногда сижок служит наживкой на рыболовные крючки, выставляемые для поимки тайменя. Некоторые жители поселков Артыбаш и Иогач сушат пойманного сижка и используют его в пищу или на корм скоту.